# Digitaria subcorymbosa
Digitaria subcorymbosa är en gräsart som först beskrevs av Aimée Antoinette Camus, och fick sitt nu gällande namn av Aimée Antoinette Camus. Digitaria subcorymbosa ingår i släktet fingerhirser, och familjen gräs. Inga underarter finns listade i Catalogue of Life.